# 後藤明生
後藤 明生（ごとう めいせい、1932年4月4日 - 1999年8月2日）は、日本の小説家。本名は明正（あきまさ）。
出版社勤務の傍ら作品を発表し、『人間の病気』で文壇に登場。「内向の世代」の一人に数えられ、実験的手法を用いた前衛小説を多く書いた。

## 来歴
朝鮮咸鏡南道永興郡生まれ。生家は植民地朝鮮の元山市で商店を営んでいたが、彼が中学に入学した年に敗戦となり、日本に帰国した。その引き揚げの途中で父と祖母を失った。このことは作品の幾つかに散見される。旧制福岡県立朝倉中学校に転入し、早稲田大学第二文学部露文学科を卒業。大学在学中の1955年に「赤と黒の記録」で『文藝』の全国学生小説コンクールに入選。
大学卒業後、福岡に戻るが不況のため就職できず、翌年に再上京し、博報堂を経て平凡出版（現・マガジンハウス）に勤務。
1959年から1965年にかけて、榊山潤主催の文芸同人誌『文芸日本』『円卓』に参加。1966年、立原正秋主催の文芸同人誌『犀』に参加、岡松和夫、高井有一、加賀乙彦等を知る。
1962年に「関係」で文藝賞佳作。1967年『文學界』に発表した「人間の病気」で芥川賞候補となる。1968年には「Ｓ温泉からの報告」と「私的生活」で候補となり、退社。1969年に「笑い地獄」で4度目の芥川賞候補となるが、受賞はしなかった。1977年に『夢かたり』で平林たい子文学賞、1981年に『吉野大夫』で谷崎潤一郎賞、1990年に『首塚の上のアドバルーン』で芸術選奨文部大臣賞を受賞した。
1977年より、（内向の世代と名づけられた）古井由吉、坂上弘、高井有一とともに責任編集者として、平凡社から季刊雑誌『文体』を刊行した。当時、編集者だった村松友視の作品を「文体」に掲載させたのも彼である。1989年には、近畿大学文芸学部設立にあたって世耕政隆に招かれて教授に就任し、文芸研究、文芸創作の指導にあたった。東京から大阪の通勤をしていたが、のちに大阪へ移住。1993年より同学部長を務めた。
1999年、肺がんのため近畿大学医学部附属病院で死去。満67歳。

## 人物
- 「内向の世代」の作家の一人であり、事物や人間の関係性へ意識を向けた批評的でユーモラスな作品を著した。「グロテスク」という観点からニコライ・ゴーゴリとフランツ・カフカに影響を受けており、ゴーゴリの『外套』を起点とした『挾み撃ち』（1973年）は秋山駿、柄谷行人、蓮實重彦に評価され、文壇での地位を確立した。
- 『小説―いかに読み、いかに書くか』では自らの小説作法について、小説を書く理由は小説を読んだためだと説明している。
- 百科事典『日本大百科全書』の「小説」の項目を担当執筆した。

## エピソード
- 原稿は、4Bの鉛筆を使って執筆していたという。書いた字を消しゴムで消しやすいためで、書いた字を線で消すのが嫌だったという。そのため、大量の消しゴムのカスが出て、それを払うための「刷毛」も常備していた[6]。

## 著作

### 小説
- 『私的生活』新潮社 1969
- 『笑い地獄』文藝春秋 1969 のち集英社文庫
- 『何』新潮社 1970
- 『書かれない報告』河出書房新社 1971
- 『関係』皆美社 1971
- 『後藤明生集』(新鋭作家叢書) 河出書房新社 1972
- 『疑問符で終る話』河出書房新社 1973
- 『四十歳のオブローモフ』文藝春秋 1973 のち旺文社文庫
- 『挟み撃ち』河出書房新社 1973 のち集英社文庫、河出文庫、講談社文芸文庫、つかだま書房
- 『パンのみに非ず』角川文庫 1974
- 『思い川』講談社 1975 のち文庫
- 『めぐり逢い』集英社 1976 のち文庫
- 『夢かたり』中央公論社 1976 のち文庫、つかだま書房
- 『笑坂』筑摩書房 1977 のち中公文庫
- 『行き帰り』中央公論社 1977 のち文庫、つかだま書房
- 『夢と夢の間』集英社 1978
- 『虎島』実業之日本社 1978
- 『嘘のような日常』平凡社 1979 のち中公文庫、つかだま書房
- 『ある戦いの記録』集英社文庫、1979
- 『八月・愚者の時間』作品社 1980
- 『吉野大夫』平凡社 1981 のち中公文庫
- 『汝の隣人』河出書房新社 1983
- 『謎の手紙をめぐる数通の手紙』集英社 1984
- 『壁の中』中央公論社 1986　のちつかだま書房
- 『使者連作』集英社 1986
- 『蜂アカデミーへの報告』新潮社 1986
- 『首塚の上のアドバルーン』講談社 1989 のち文芸文庫
- 『行方不明』福武文庫、1989
- 『スケープゴート』日本文芸社 1990
- 『しんとく問答』講談社 1995
- 『日本近代文学との戦い 後藤明生遺稿集』柳原出版 2004
- 『この人を見よ』幻戯書房 2012

### エッセイ・評論
- 『円と楕円の世界』河出書房新社 1972
- 『ロシアの旅』北洋社 1973
- 『分別ざかりの無分別』立風書房 1974
- 『雨月物語紀行』(歴史と文学の旅)平凡社 1975
- 『眠り男の目 追分だより』インタナル出版社 1975
- 『不思議な手招き』集英社 1975
- 『大いなる矛盾』小沢書店 1975
- 『夜更けの散歩』集英社　1976
- 『酒 猫 人間』立風書房 1978
- 『針の穴から』集英社 1979
- 『見える世界、見えない世界』集英社 1981
- 『笑いの方法 あるいはニコライ・ゴーゴリ』中央公論社 1981 のち福武文庫、つかだま書房
- 『女性のための文章教室 可能性を発見する24章』中央公論社 1982
- 『復習の時代』福武書店 1983
- 『小説-いかに読み、いかに書くか』講談社現代新書 1983
- 『おもちゃの知、知、知』冬樹社 1984
- 『自分のための文章術』三省堂選書 1985
- 『ドストエフスキーのペテルブルグ』三省堂 1987
- 『文学が変るとき』筑摩書房 1987
- 『カフカの迷宮 悪夢の方法』岩波書店 1987
- 『もう一つの目』文藝春秋 1988
- 『メメント・モリ 私の食道手術体験』中央公論社 1990
- 『小説は何処から来たか 二〇世紀小説の方法』白地社 1995
- 『小説の快楽』講談社 1998
- 『アミダクジ式ゴトウメイセイ』全2巻 つかだま書房 2017

### 作品集
- 『後藤明生コレクション』全5巻 国書刊行会 2016-2017

### 共著・編・訳
- 『現代語訳日本の古典 19 雨月物語・春雨物語』学習研究社 1980 「雨月物語」学研M文庫
- 『「対話」はいつ、どこででも プラトン講義』斎藤忍随対談 朝日出版社 1984
- 『日本の名随筆 95 噂』編 作品社 1990
- 『新潮古典文学アルバム 伊勢物語・土佐日記』片桐洋一共著 1990